# 在你視線停留的地方
（：／），為韓國於2020年5月22日至2020年6月12日每周兩集透過W-STORY APP播出的網絡劇。台灣由LINE TV獨家播出。此作在網路被稱為韓流史上首部網路同志劇，引起各國觀眾注目，將於7月份以導演版的形式在電影院上映，內容會與網劇版有25%的不同，目前已應邀參加第24屆富川國際奇幻電影節，而台灣方面LINE TV也確定將會引進。製作單位透露，《在你視線停留的地方》電影版將於7月上映，與網劇版有25%的不同，原聲帶（OST）也會進行重製，22日起將開放一般會員觀看網劇版本，電影版預計7月上線。

## 演員陣容

### 主要人物
| 演員   | 角色   | 介紹                                                                         |
| 韓基燦 | 韓泰周 | TB集團的唯一繼承者，容貌英俊，與姜國從小一起長大。                           |
| 張義秀 | 姜國   | 泰周的保鑣，也是他的朋友。擅長跆拳道、柔道等運動，為人沉默寡言。             |
| 崔呈媛 | 崔慧美 | 轉學生，與母親相依為命，開了一間小餐廳。喜歡著姜國。                         |
| 全在英 | 金弼賢 | TB集團理事的兒子。因為喜歡的女孩都被泰周吸引而找泰周麻煩，後來成為他的朋友。 |

## 各集標題
| 集數 | 標題                                | 上線日期      |
| ---- | ----------------------------------- | ------------- |
| 1    | 壞習慣 안좋은 버릇                  | 2020年5月22日 |
| 2    | 平等關係 동등한 관계                | 2020年5月22日 |
| 3    | 想逃跑的瞬間 도망치고 싶은 순간     | 2020年5月29日 |
| 4    | 影子的自我意識 그림자에게 생긴 자아 | 2020年5月29日 |
| 5    | 另一種視線 또 다른 시선             | 2020年6月5日  |
| 6    | 15年友情畫上句點 15년 우정의 마침표 | 2020年6月5日  |
| 7    | 和好 화해                           | 2020年6月12日 |
| 8    | 因為我喜歡你 내가널좋아하니         | 2020年6月12日 |

## 原聲帶
| 曲序 | 曲目                    | 演唱        | 时长 |
| ---- | ----------------------- | ----------- | ---- |
| 1.   | YOU                     | THE MAN BLK | 3:11 |
| 2.   | Light                   | KEUM JO     | 3:33 |
| 3.   | Looking at you          | RUNY        | 4:10 |
| 4.   | See U                   | Heo Jung    | 3:27 |
| 5.   | YOU（Inst.）            |             | 3:11 |
| 6.   | Light（Inst.）          |             | 3:33 |
| 7.   | Looking at you（Inst.） |             | 4:10 |
| 8.   | See U（Inst.）          |             | 3:27 |

## 外部連結
- 《Where Your Eyes Linger》[]－Netflix（韓國）